# Królewna Śnieżka (film 2001)
Królewna Śnieżka (ang. Snow White: The Fairest of Them All) – amerykański film przygodowy z 2001 roku oparty na baśni braci Grimm pod tym samym tytułem.

## Fabuła
John po śmierci żony nie ma czym wykarmić swojej maleńkiej córeczki Śnieżki. Wędruje więc z małą w poszukiwaniu mleka. W czasie podróży, przez przypadek uwalnia czarownika, który zobowiązuje się spełnić jego trzy życzenia – mała Śnieżka nie umiera z głodu, John zostaje królem, a jego żoną piękna, lecz zła, królowa Elspeth.

## Obsada
- Miranda Richardson : Zła królowa Elspeth, macocha Śnieżki
- Kristin Kreuk : królewna Śnieżka
- Karin Konoval : wiedźma (zmieniona postać Elspeth)
- Tom Irwin : król John, ojciec Śnieżki
- Vera Farmiga : królowa Josephine, matka Śnieżki
- Tyron Leitso : książę Alfred
- José Zúñiga : Hector
- Michael Gilden : Poniedziałek, krasnal czerwony
- Mark J. Trombino : Wtorek, krasnal pomarańczowy
- Vincent Schiavelli : Środa, krasnal żółty
- Penny Blake : Czwartek, krasnal zielony
- Martin Klebba : Piątek, krasnal niebieski
- Warwick Davis : Sobota, krasnal koloru indygo
- Michael J. Anderson : Niedziela, krasnal fioletowy
- Clancy Brown : Władca Życzeń

## Wersja DVD
- Wersja wydana na DVD z polskim lektorem i napisami. Dystrybucja: Epelpol Distribution[1]